# USS San Francisco (CA-38)
Pour les autres navires du même nom, voir USS San Francisco.

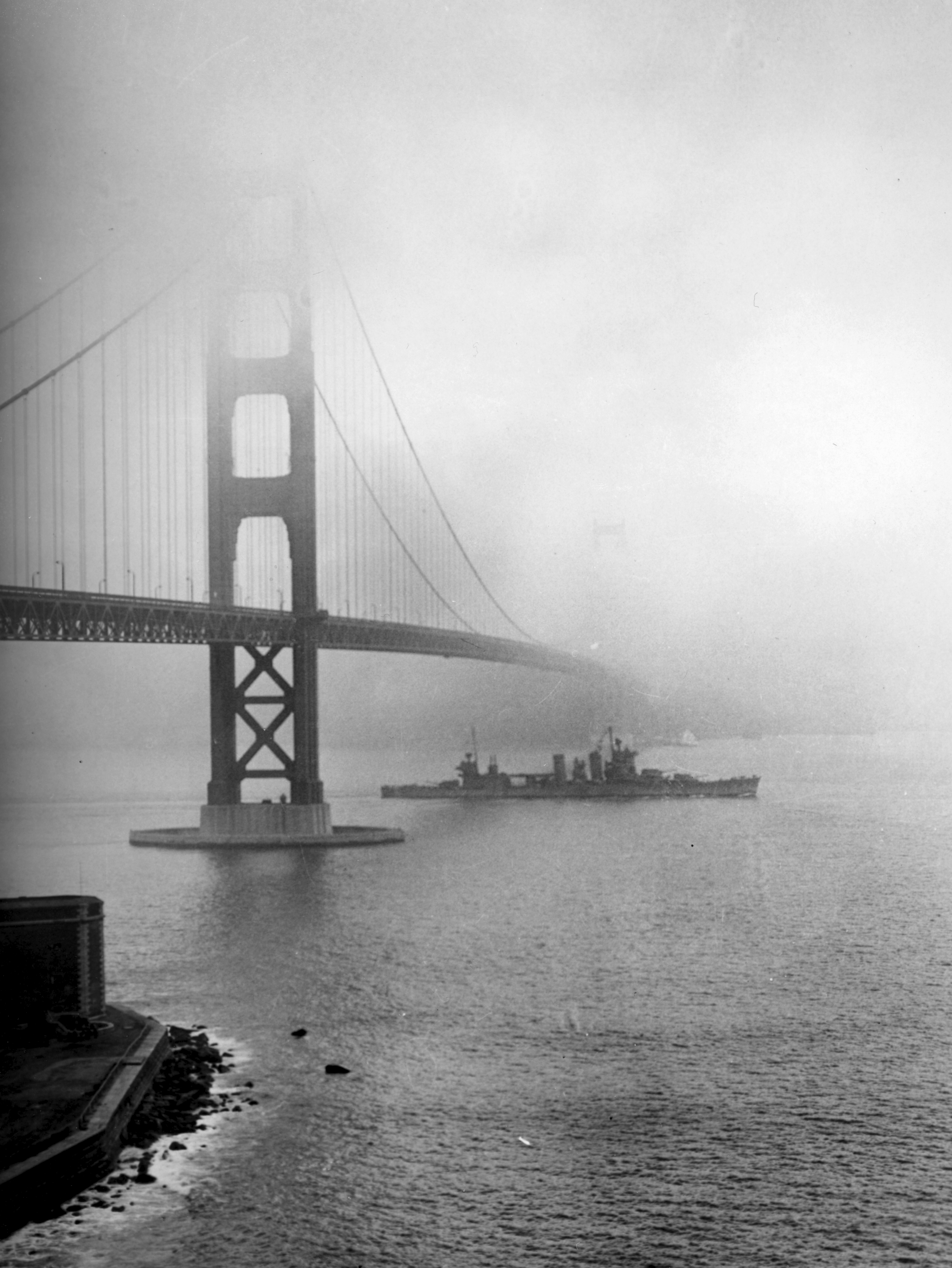
L’USS San Francisco passant sous le Golden Gate Bridge en 1942.

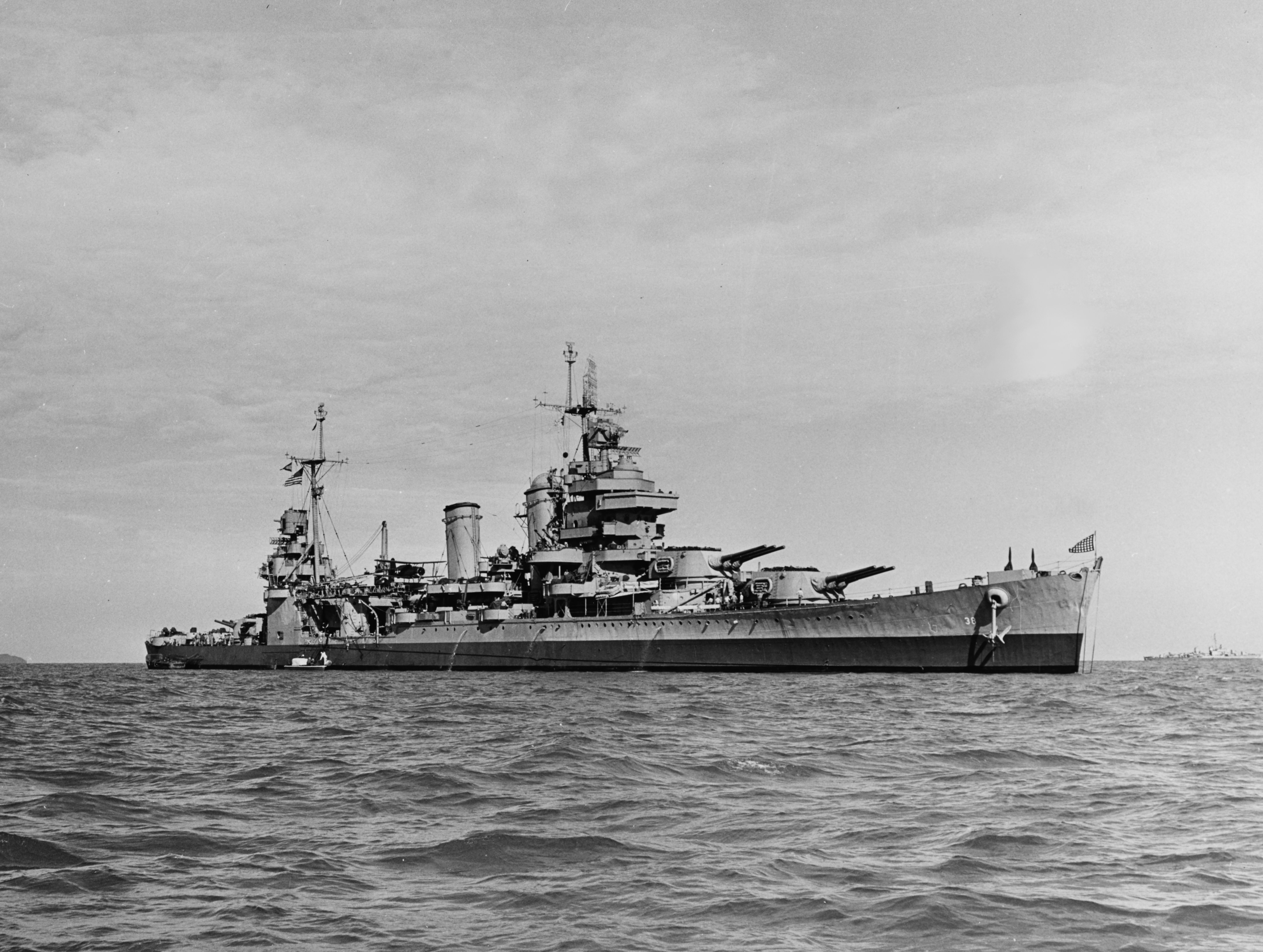
L’USS San Francisco près des côtes de Corée en 1945.

L’USS San Francisco est un croiseur lourd de la classe New Orleans et le deuxième navire de l’United States Navy nommé d'après la ville de San Francisco. Mis en service en 1934, il est l'un des navires les plus décorés de la Seconde Guerre mondiale avec 17 battle stars.

## Histoire du service
Comme la plupart de ses sister-ships, il a durement combattu pendant la campagne de Guadalcanal, en particulier à la bataille du cap Espérance et la bataille navale de Guadalcanal ; le croiseur y fut gravement endommagé et son commandant et amiral Daniel J. Callaghan tué. C'est au début de cette bataille que, dans la confusion de la nuit, le San Francisco a ouvert le feu sur le croiseur léger américain USS Atlanta, en lui causant de sévères dommages et de nombreuses avaries et tuant l'amiral Norman Scott.
Il est décommisionné après la guerre et vendu à la ferraille.